# Урановый Совет
Урановый совет — это организация, созданная в 2009 году правительством Австралии. Председатель Совета Марк Чалмерс охарактеризовал его как объединённый комитет правительства Австралии, промышленности и заинтересованных сторон (представленный BHP Billiton, ERA, Heathgate, Cameco и Paladin Energy), созданный для проведения анализа и регулирования препятствий при проведении австралийской политики разведки и разработки урана. В состав Уранового совета входят представители правительств Содружества, урановой промышленности, штатов и территорий и Северного земельного совета Австралии.

## История

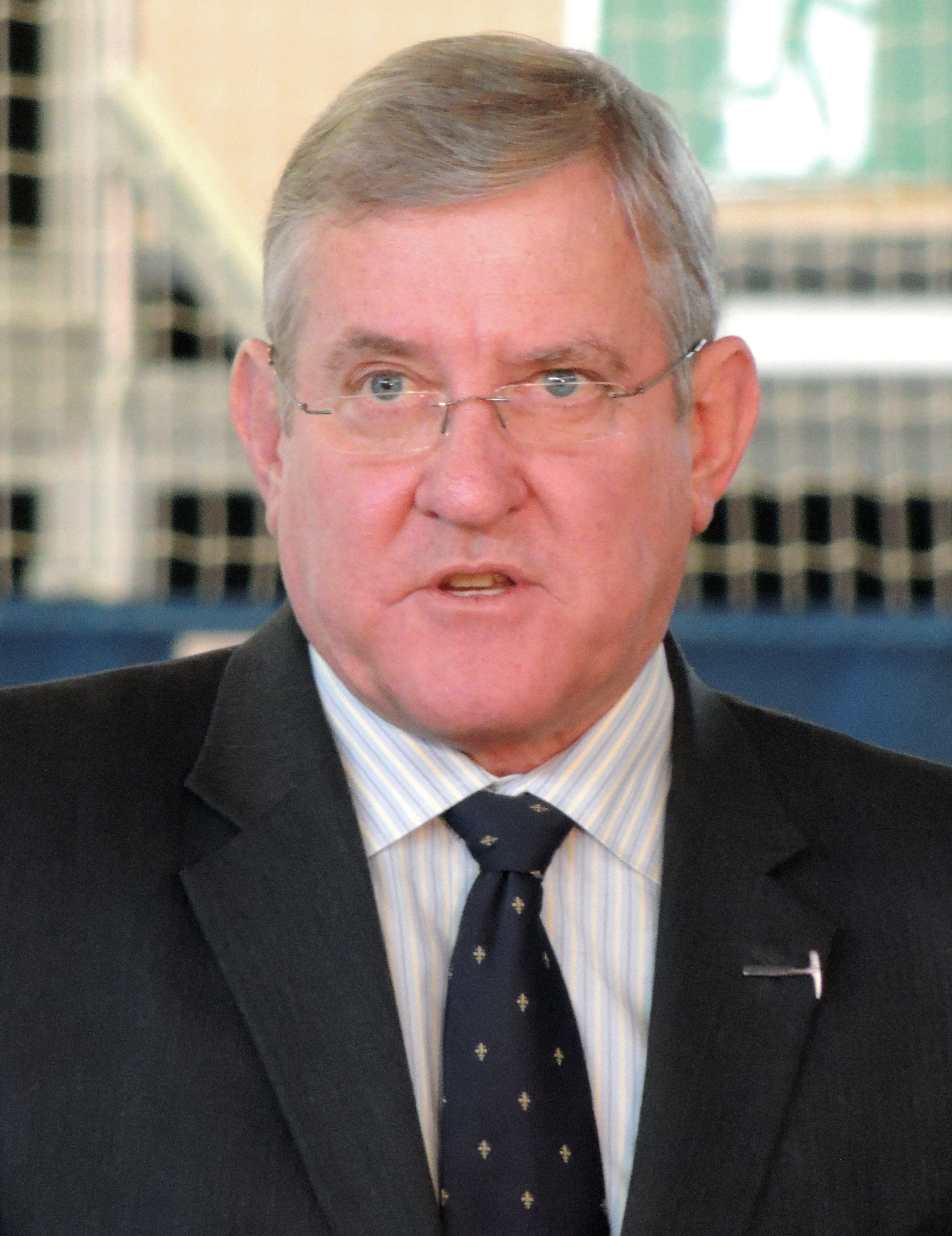
Ян Макфарлейн (2015)

Предшественником Уранового Совета была Группа по реализации рамочной основы урановой промышленности (UIF), созданная в августе 2005 года при правительстве Говарда. Министр Ян Макфарлейн сформировал UIF для того, чтобы развивать урановую промышленность в Австралии по самым высоким стандартам. Основателем Группы и её председателем был доктор Джон Уайт из FTSE, который также был одним из основателей Группы по лизингу ядерного топлива. Правительство Южной Австралии было представлено в ней Полом Хизерси, а Австралийский совет по минералам — Митчеллом Хуком. Ян Хор-Лейси, из Информационного центра по урану, также был первоначальным членом UIF. Рекомендации группы стали основой для политики развития добычи урана и ядерной промышленности Австралии, о которой было объявлено в апреле 2007 года.
В 2009 году австралийское правительство провело ревизию деятельности Группы по реализации рамочной программы в урановой отрасли и приняло решение о замене её Советом по урану.

## Видение и цели
По состоянию на 2015 год официальное задача Уранового Совета состоит в том, чтобы способствовать национальному благосостоянию посредством прогрессивного и стабильного развития австралийской индустрии разведки, добычи, переработки и экспорта урана в соответствии с передовыми мировыми стандартами. Его цели:
- изменить базовую законодательную и политическую базу для устойчивого развития отрасли;
- способствовать экономически конкурентоспособному развитию отрасли;
- для улучшения координации, последовательности и эффективности режимов регулирования и политики;
- поощрять новые и расширенные инвестиции в конкурентоспособные возможности разработки урана;
- предоставить возможность для обмена информацией и политикой по вопросам, влияющим на урановую промышленность.